# HADAG-Typ 2030
HADAG-Typ 2030 ist eine Baureihe von bisher drei Hafenfähren der Hamburger Reederei HADAG Seetouristik und Fährdienst AG (HADAG). Es handelt sich um einen modernisierten Nachfolger des Typs 2020. Die Fähren verkehren im Liniendienst im Hamburger Hafen im Rahmen des ÖPNV-Tarifs des Hamburger Verkehrsverbunds (HVV).

## Geschichte
Die Fähren werden auf der Werft SET Schiffbau- u. Entwicklungsgesellschaft Tangermünde gebaut. Das erste Schiff dieses Typs wurde 2024 abgeliefert und im September des Jahres im Hamburger Hafen auf den Namen Neuland getauft.
Die Schiffe sind eine Eigenentwicklung der HADAG und wie schon die Vorgänger Typ 2020 und Typ 2000 für den Einmannbetrieb konzipiert, d. h. neben dem Schiffsführer wird kein weiteres Bordpersonal benötigt. Eingesetzt werden die Schiffe auf den Linien der HADAG im Hamburger Hafen.

## Technische Daten
Die Schiffe verfügen über einen Plug-in-Hybrid-Antrieb mit zwei Elektromotoren. Diese treiben jeweils einen Voith-Schneider-Propeller an. Energiespeicher sind Akkumulatoren, die nachts aufgeladen werden, diese werden bei Bedarf durch einen Diesel-Range-Extender aufgeladen. Zu einem späteren Zeitpunkt soll die Energieerzeugung an Bord durch einen Wasserstoffmotor erfolgen.
Die Schiffe verfügen über ein elektronisches Zählsystem, das die Anzahl der zugestiegenen Passagiere ermittelt, um sicherzustellen, dass nicht mehr als die zugelassenen 250 Personen befördert werden.

## Bauliste
| Name         | Bau-Nr. | ENI      | Stapellauf         | Indienststellung | Bild                                      |
| ------------ | ------- | -------- | ------------------ | ---------------- | ----------------------------------------- |
| Neuland      | 212     | 04814280 | 6. März 2024       | 2024             | Neuland auf der Elbe                      |
| Finkenwerder | 213     | 04814590 | 21. Juni 2024      | 2024             | Finkenwerder am Betriebsponton St. Pauli  |
| Grasbrook    | 214     |          | 23. September 2024 | 2025             | HADAG-Fähre Grasbrook am Anleger Dockland |